# Асен Цанов
Асен Александров Цанов е български политик, кмет на Видин.

## Биография
Роден е на 21 септември 1881 г. Той е първият кмет на Видин с висше образование – от 20 януари 1920 до юли 1922 г. и от 7 февруари 1923 до 17 ноември 1924 г.
По време на мандата му се строят много магазини и се раздават безплатни парцели за строене на жилища. След края на кметуването е избран за общински съветник.
След 9 септември 1944 г. отказва да сътрудничи на комунистите. Наследствените му земи в размер на 700 декара са отнети. Препитава се като дава уроци по немски език. Умира на 26 февруари 1975 г. във Видин..